# Guilherme dos Santos Torres
Guilherme dos Santos Torres, meglio noto come Guilherme (Santo André, 5 aprile 1991), è un calciatore brasiliano, centrocampista dell'Al-Sadd.

## Caratteristiche tecniche
Centrocampista duttile, completo, abile tanto nell'impostazione quanto nel recupero palla. Dà il suo meglio come centrale a ridosso della difesa (il classico volante alla brasiliana), ma non disdegna all'occorrenza inserimenti e sovrapposizioni tipiche della mezzala. Nel suo bagaglio tecnico rientra anche un potente e preciso tiro dalla distanza, qualità che gli ha permesso di entrare nel tabellino dei marcatori con buona continuità.

## Carriera
Cresciuto nelle giovanili del Portuguesa, debutta in prima squadra in campionato il 12 agosto 2009 in Duque de Caxias-Portuguesa 2-1 giocando da titolare e venendo sostituito da Fellype Gabriel al minuto 46. Nel campionato seguente gioca tre partite e nel Campionato Paulista segna il suo primo gol il 26 gennaio 2011 in Portuguesa-Ponte Preta 1-3 al minuto 18. Il 24 febbraio debutta anche in Coppa del Brasile nella vittoria per 1-0 contro il Bangu. Segna il suo primo gol nel campionato 2011 il 21 maggio nel 4-0 al Náutico al minuto 52. Si ripete poi contro Goias, Boa e Duque de Caxias.

### Udinese e prestito al Deportivo
Il 18 luglio 2014 l'Udinese comunica di aver acquistato il cartellino del giocatore a titolo definitivo. Ha debuttato con la maglia bianconera il 24 agosto 2014 nella partita interna di Coppa Italia disputata contro la Ternana e vinta per 5 reti a 1. L'esordio nel campionato di Serie A la domenica seguente 31 agosto 2014 contro l'Empoli. Il primo anno è titolare e gioca 34 partite di campionato mentre il secondo anno ne gioca solo 5. Il 16 luglio 2016 viene così mandato in prestito in Spagna al Deportivo de La Coruña. Il 16 giugno 2017 viene ufficializzato il suo passaggio definitivo al Deportivo per 4,5 milioni di €.

### Olympiakos
Il 17 agosto 2018, dopo due stagioni, si trasferisce all'Olympiacos. Il 31 marzo 2019, ha segnato con un colpo di testa il suo primo gol in campionato da distanza ravvicinata trasformando il cross di Kostas Fortounis, nella partita vinta 2-1 in casa contro l'Atromitos.
L'8 aprile 2019, Guilherme Torres ha segnato con un colpo di testa dopo che Kostas Fortounis ha superato un difensore prima di incrociare per il centrocampista brasiliano nella vittoria in trasferta per 5-0 contro il Panetolikos. Una settimana dopo, ha segnato una doppietta in una partita vinta in casa per 4-0 contro lo Xanthi, la prima arrivata al 10 'quando il brasiliano ha colpito di testa su corner di Kostas Fortounis, e la seconda sei minuti dopo mentre ha segnato di lato in casa. dal cross di Omar Elabdellaoui con uno Xanthi scioccato che fatica a contenere i padroni di casa in forma.

### Al Sadd
Il 31 agosto 2020, Guilherme Torres è approdato per circa 6 milioni di euro all'Al-Sadd, club della massima serie qatariota.

## Palmarès

### Competizioni nazionali
- Campionato greco: 1

Olympiakos: 2019-2020
- Campionato qatariota: 3

Al-Sadd: 2020-2021, 2021-2022, 2024-2025